# Geonoma concinna
Geonoma concinna är en enhjärtbladig växtart som beskrevs av Karl Ewald Maximilian Burret. Geonoma concinna ingår i släktet Geonoma och familjen Arecaceae. Inga underarter finns listade i Catalogue of Life.